# Kašov (okres Trebišov)
Kašov (maďarsky Kasó, Kásó) je obec na Slovensku v okrese Trebišov. Zemědělsko-vinařská obec, ležící na svahu Zemplínských vrchů, se jako majetek Losoncziů připomíná v r. 1298, osídlena byla podle nálezů již v paleolitu. Dominantou Kašova je řím.kat. klasicistní kostel sv. Jana Nepomuckého z r. 1816 a pravoslavný chrám Preobraženija Hospoda Isusa Christa.